# 第1護衛隊群
第1護衛隊群（だいいちごえいたいぐん、英称：Escort Flotilla 1 ）とは、海上自衛隊の護衛艦隊隷下の護衛艦部隊（護衛隊群）の一つであり、部隊は横須賀基地及び佐世保基地に配備されている。
群司令は海将補（二）をもって充てられている。

## 沿革
- 1953年（昭和28年）4月1日：保安庁警備隊に第1船隊群が新編。

※ 編成（司令警備船「うめ」、第1船隊（「くす」、「なら」、「かし」、「さくら」）、第2船隊（「すぎ」、「まつ」、「にれ」、「かや」））
- 1954年（昭和29年）7月1日：防衛庁が創設され海上自衛隊が発足し、自衛艦隊が新編。第1船隊群が「第1護衛隊群」に改編され、自衛艦隊隷下に編入。

※ 編成（司令部、警備艦「けやき」、第1護衛隊、第2護衛隊）※群司令、司令部、旗艦は自衛艦隊と兼務。
- 1955年（昭和30年）7月1日：第5護衛隊（「あさかぜ」、「はたかぜ」）が横須賀地方隊から編入。
- 1956年（昭和31年）
  - 3月1日：第6護衛隊（「あさひ」、「はつひ」）が横須賀地方隊から編入。
  - 8月1日：第7護衛隊（「あけぼの」、「いかづち」、「いなづま」）が新編。
- 1957年（昭和32年）
  - 4月1日：「ゆきかぜ」が旗艦として編入（自衛艦隊旗艦兼務）、第5護衛隊を第2護衛隊群へ編成替え。
  - 5月10日：第2護衛隊を廃止。
- 1958年（昭和33年）
  - 4月1日：第1護衛隊を廃止。「はるかぜ」が旗艦として編入。
  - 10月25日：第8護衛隊（「あやなみ」、「いそなみ」、「うらなみ」、「しきなみ」）が横須賀地方隊から編入。
- 1959年（昭和34年）
  - 4月1日：第9護衛隊（「あやなみ」、「うらなみ」）が新編。
  - 9月25日：第10護衛隊（「むらさめ」、「ゆうだち」、「はるさめ」）が舞鶴地方隊から編入。
- 1960年（昭和35年）12月1日：第6護衛隊を第3護衛隊群へ編成替え。
- 1961年（昭和36年）
  - 2月1日：第10護衛隊を第2護衛隊群へ編成替え。
  - 9月1日：護衛艦隊新編に伴い第1護衛隊群が自衛艦隊直轄から護衛艦隊隷下に編成替え。

※ 編成（司令部、旗艦「ゆきかぜ」、第7護衛隊、第8護衛隊、第9護衛隊）
- 1964年（昭和39年）12月10日：「てるづき」が旗艦として編入。「ゆきかぜ」及び第7護衛隊を第3護衛隊群へ編成替え。
- 1965年（昭和40年）2月15日：「あまつかぜ」が就役し直轄艦として編入。
- 1968年（昭和43年）3月27日：第1護衛隊（「たかつき」、「きくづき」）が新編。
- 1969年（昭和44年）
  - 3月15日：第9護衛隊を第3護衛隊群へ編成替え。
  - 4月25日：第22護衛隊（「みねぐも」、「なつぐも」）が新編。
- 1971年（昭和46年）2月1日：「てるづき」を第4護衛隊群へ、第1護衛隊を第2護衛隊群へ編成替え。

※ 編成（司令部、旗艦「あまつかぜ」、第8護衛隊、第22護衛隊）
- 1973年（昭和48年）2月22日：「はるな」が就役し直轄艦として編入。
- 1974年（昭和49年）11月27日：第51護衛隊（「はるな」、「ひえい」）が新編。
- 1975年（昭和50年）1月13日：第8護衛隊を練習艦隊へ編成替え。

※ 編成（司令部、旗艦「あまつかぜ」、第22護衛隊、第51護衛隊）
- 1981年（昭和56年）3月27日：第61護衛隊（「あまつかぜ」、「あさかぜ」）が新編。「たかつき」が第2護衛隊群から編入。「しらね」が第51護衛隊に編入。

※ 編成（司令部、旗艦「たかつき」、第22護衛隊、第51護衛隊、第61護衛隊）
- 1982年（昭和57年）
  - 3月23日：「はつゆき」が直轄艦として編入。
  - 3月27日：第22護衛隊を第2護衛隊群へ編成替え。
- 1983年（昭和58年）
  - 2月8日：第41護衛隊（「はつゆき」、「しらゆき」）が新編。
  - 3月30日：第51護衛隊が廃止（「ひえい」、「しらね」を直轄艦）。
- 1984年（昭和59年）3月30日：「ひえい」を第4護衛隊群へ編成替え。
- 1985年（昭和60年）3月14日：第43護衛隊（「いそゆき」、「はるゆき」）が新編。

※ 8艦8機体制が完成（護衛艦「しらね」、第41護衛隊、第43護衛隊、第61護衛隊）
- 1989年（平成元年）3月17日：第46護衛隊（「ゆうぎり」、「あまぎり」）が新編。第43護衛隊を第4護衛隊群へ編成替え。
- 1990年（平成2年）1月31日：第48護衛隊（「さわゆき」、「はまぎり」）が新編。第41護衛隊を第4護衛隊群へ編成替え。
- 1997年（平成9年）3月24日：第1護衛隊（「むらさめ」、「はるさめ」）が新編。隊番号の改正により、第46護衛隊が第5護衛隊に改称。第48護衛隊を第4護衛隊群へ編成替え。

※ 編成（司令部、旗艦「しらね」、第1護衛隊、第5護衛隊、第61護衛隊）
- 2008年（平成20年）3月26日：体制移行による護衛隊の改編。

※ 群直轄艦、第61護衛隊を廃止し、第1護衛隊（DDHグループ）、第5護衛隊（DDGグループ）の2個護衛隊へ。
- 2009年（平成21年）3月18日：護衛艦「ひゅうが」が就役し第1護衛隊に編入。「しらね」を第3護衛隊群へ編成替え。
- 2014年（平成26年）10月24日：「はたかぜ」が第1護衛隊に編入。「しまかぜ」を第4護衛隊群へ編成替え。
- 2015年（平成27年）3月25日：護衛艦「いずも」が就役し第1護衛隊に編入。「ひゅうが」を第3護衛隊群へ編成替え。
- 2020年（令和02年）3月19日：護衛艦「まや」が就役し第1護衛隊に編入。「はたかぜ」を練習艦隊へ編成替え。

## 司令部編成
司令部は、横須賀基地に設置されている。
- 護衛隊群司令
  - 首席幕僚
  - 幕僚
  - 先任伍長

また、自衛艦隊#司令部の編成を参照。

## 部隊編成
※ 令和2年3月19日時点
- 第1護衛隊（横須賀）
  - DDH-183 いずも
  - DDG-179 まや
  - DD-101 むらさめ
  - DD-107 いかづち

- 第5護衛隊（佐世保）
  - DDG-173 こんごう
  - DD-108 あけぼの
  - DD-109 ありあけ
  - DD-115 あきづき

### 以前の部隊編成
平成20年3月25日以前の部隊編成は下記の通りである。
- 直轄艦
  - DDH-143 しらね

- 第1護衛隊（横須賀基地）
  - DD-101 むらさめ
  - DD-102 はるさめ
  - DD-107 いかづち

- 第5護衛隊（横須賀基地）
  - DD-110 たかなみ
  - DD-111 おおなみ

- 第61護衛隊（横須賀基地）
  - DDG-171 はたかぜ
  - DDG-174 きりしま

平成20年3月26日～平成27年3月24日までの部隊編成は下記の通りである。
- 第1護衛隊（横須賀）
  - DDH-181 ひゅうが
  - DDG-171 はたかぜ
  - DD-101 むらさめ
  - DD-107 いかづち

- 第5護衛隊（佐世保）
  - DDG-173 こんごう
  - DD-108 あけぼの
  - DD-109 ありあけ
  - DD-115 あきづき

## 主要幹部
| 官職名          | 階級    | 氏名       | 補職発令日     | 前職                                                        |
| --------------- | ------- | ---------- | -------------- | ----------------------------------------------------------- |
| 第1護衛隊群司令 | 海将補  | 沢田俊彦   | 2023年12月22日 | 護衛艦隊司令部訓練幕僚部 訓練主任幕僚 ※2024.3.28 海将補昇任 |
| 首席幕僚        | 1等海佐 | 角道保史   | 2024年08月07日 | 海上自衛隊幹部学校付 →2024.7.29 第1護衛隊群司令部勤務       |
| 第1護衛隊司令   | 1等海佐 | 田代操一朗 | 2025年04月07日 | 自衛艦隊司令部指揮通信主任幕僚                              |
| 第5護衛隊司令   | 1等海佐 | 小城尚徳   | 2024年12月20日 | 水上戦術開発指導隊司令                                      |

| 代              | 氏名          | 在職期間              | 出身校・期              | 前職                                                             | 後職                                                | 備考                                 |
| 第1船隊群司令   | 第1船隊群司令 | 第1船隊群司令         | 第1船隊群司令           | 第1船隊群司令                                                    | 第1船隊群司令                                       | 第1船隊群司令                        |
| --------------- | ------------- | --------------------- | ----------------------- | ---------------------------------------------------------------- | --------------------------------------------------- | ------------------------------------ |
| -               | 吉田英三      | 1953.4.1 1954.6.30    | 海兵50期・ 海大32期     | 横須賀地方総監                                                   | 自衛艦隊司令 兼 第1護衛隊群司令                     | 警備監補 1954.4.10 第3船隊群司令兼務 |
| 第1護衛隊群司令 |               |                       |                         |                                                                  |                                                     |                                      |
| 01              | 吉田英三      | 1954.7.1 1954.9.19    | 海兵50期・ 海大32期     | 第1船隊群司令 兼 第3船隊群司令                                   | 横須賀地方総監                                      | 海将 自衛艦隊司令本務                |
| 02              | 溪口泰麿      | 1954.9.20 1956.7.31   | 海兵51期・ 海大33期     | 横須賀地方総監                                                   | 海上自衛隊幹部学校長                                | 海将 自衛艦隊司令本務                |
| 03              | 庵原貢        | 1956.8.1 1958.8.14    | 海兵52期・ 海大35期     | 海上幕僚監部総務部長                                             | 海上幕僚長                                          | 海将 自衛艦隊司令本務                |
| 04              | 福地誠夫      | 1958.8.15 1959.6.30   | 海兵53期・ 海大35期     | 海上幕僚監部総務部長                                             | 兼務解除 自衛艦隊司令専任                           | 海将 自衛艦隊司令本務                |
| 05              | 杉江一三      | 1959.7.1 1961.2.28    | 海兵56期・ 海大37期     | 海上自衛隊幹部候補生学校長 →1959.4.1 自衛艦隊司令部附            | 舞鶴地方総監                                        |                                      |
| 06              | 富田敏彦      | 1961.3.1 1962.6.30    | 海兵59期                | 自衛艦隊幕僚長                                                   | 海上幕僚監部調査部長                                | 就任時1等海佐 1961.7.1 海将補昇任    |
| 07              | 池田徳太      | 1962.7.1 1963.3.15    | 海兵60期                | 護衛艦隊幕僚長                                                   | 防衛大学校訓練部長                                  | 就任時1等海佐 1963.1.1 海将補昇任    |
| 08              | 高根嘉根次    | 1963.3.16 1964.4.30   | 神高船（航） 昭和10年卒 | 海上幕僚監部監察官                                               | 横須賀地方副総監                                    |                                      |
| 09              | 橋口百治      | 1964.5.1 1966.4.15    | 海兵62期                | 海上幕僚監部監察官                                               | 自衛艦隊司令部付 →1966.7.1 退職                     | 就任時1等海佐 1965.1.1 海将補昇任    |
| 10              | 大川秀四郎    | 1966.4.16 1967.11.14  | 海兵64期                | 海上自衛隊幹部学校教育部長                                       | 練習艦隊司令官                                      |                                      |
| 11              | 藪下利治      | 1967.11.15 1969.6.30  | 海兵66期                | 護衛艦隊司令部幕僚長                                             | 自衛艦隊司令部幕僚長                                | 就任時1等海佐 1969.1.1 海将補昇任    |
| 12              | 國嶋清矩      | 1969.7.1 1970.6.15    | 海兵68期                | 海上幕僚監部防衛部防衛課長                                       | 海上幕僚監部付 →1970.7.1 同総務部長                 |                                      |
| 13              | 今井賢二      | 1970.6.16 1971.6.30   | 海兵67期                | 第1潜水隊群司令                                                  | 自衛艦隊司令部幕僚長                                |                                      |
| 14              | 森田友幸      | 1971.7.1 1972.12.15   | 海兵68期                | 呉地方総監部防衛部長 →1971.3.16 自衛艦隊司令部付                 | 海上訓練指導隊群司令                                |                                      |
| 15              | 小松崎正道    | 1972.12.16 1974.12.4  | 海兵72期                | 海上幕僚監部総務部総務課長                                       | 海上幕僚監部調査部長                                | 就任時1等海佐 1973.7.1 海将補昇任    |
| 16              | 清水 清       | 1974.12.5 1976.11.30  | 海兵71期                | 護衛艦隊司令部幕僚長                                             | 護衛艦隊司令官                                      |                                      |
| 17              | 剛家義顕      | 1976.12.1 1978.12.10  | 海兵73期                | 第1輸送隊司令                                                    | 呉地方総監部付 →1979.4.2 退職                       | 就任時1等海佐 1977.3.6 海将補昇任    |
| 18              | 藤井哲夫      | 1978.12.11 1980.12.4  | 海兵74期                | 護衛艦隊司令部幕僚長                                             | 海上幕僚監部付 →1981.3.16 退職                      |                                      |
| 19              | 岡田 憲       | 1980.12.5 1981.12.1   | 海保大1期・ 4期幹候     | 海上幕僚監部総務部総務課長                                       | 横須賀地方総監部幕僚長                              | 就任時1等海佐 1981.1.1 海将補昇任    |
| 20              | 金崎實夫      | 1981.12.2 1983.1.19   | 海保大2期・ 6期幹候     | 海上幕僚監部防衛部防衛課長                                       | 海上幕僚監部防衛部長                                |                                      |
| 21              | 小西岑生      | 1983.1.20 1984.7.31   | 防大1期                 | 海上幕僚監部総務部総務課長                                       | 海上幕僚監部調査部長                                |                                      |
| 22              | 小山清和      | 1984.8.1 1985.12.19   | 名工大・ 6期幹候        | 函館基地隊司令                                                   | 海上自衛隊幹部学校研究部長                          |                                      |
| 23              | 水本幾男      | 1985.12.20 1986.12.4  | 防大1期                 | 佐世保地方総監部幕僚長                                           | 練習艦隊司令官                                      |                                      |
| 24              | 手塚正水      | 1986.12.5 1988.3.15   | 防大3期                 | 護衛艦隊司令部幕僚長                                             | 海上幕僚監部付 →1988.7.7 海上自衛隊幹部候補生学校長 |                                      |
| 25              | 村中壽雄      | 1988.3.16 1989.8.30   | 防大5期                 | 海上幕僚監部総務部人事課長                                       | 呉地方総監部幕僚長                                  |                                      |
| 26              | 齋藤克彦      | 1989.8.31 1990.7.8    | 防大5期                 | 海上幕僚監部防衛部通信課長                                       | 開発指導隊群司令                                    |                                      |
| 27              | 林博太郎      | 1990.7.9 1992.1.12    | 防大7期                 | 統合幕僚会議事務局第5幕僚室 防衛計画調整官                       | 練習艦隊司令官                                      |                                      |
| 28              | 山崎 眞       | 1992.1.13 1993.3.23   | 防大9期                 | 海上幕僚監部防衛部 装備体系課長                                  | 海上幕僚監部監察官                                  | 就任時1等海佐 1992.3.23 海将補昇任   |
| 29              | 長谷川語      | 1993.3.24 1994.12.14  | 防大10期                | 自衛隊滋賀地方連絡部長                                           | 練習艦隊司令官                                      | 就任時1等海佐 1993.4.1 海将補昇任    |
| 30              | 竹村 訓       | 1994.12.15 1996.6.30  | 防大11期                | 護衛艦隊司令部幕僚長                                             | 海上幕僚監部調査部長                                |                                      |
| 31              | 坂上芳洋      | 1996.7.1 1998.12.7    | 防大11期                | 海上幕僚監部防衛部 装備体系課長                                  | 阪神基地隊司令                                      |                                      |
| 32              | 道家一成      | 1998.12.8 1999.12.9   | 防大15期                | 佐世保地方総監部幕僚長                                           | 海上幕僚監部人事教育部長                            |                                      |
| 33              | 保井信治      | 1999.12.10 2001.1.10  | 防大16期                | 第63護衛隊司令                                                   | 練習艦隊司令官                                      |                                      |
| 34              | 篠原 俊       | 2001.1.11 2002.11.7   | 防大15期                | 統合幕僚会議事務局第3幕僚室 通信電子調整官                       | 自衛艦隊司令部付 →2002.12.2 開発隊群司令            |                                      |
| 35              | 高嶋博視      | 2002.11.8 2004.8.29   | 防大19期                | 護衛艦隊司令部幕僚長                                             | 海上幕僚監部人事教育部長                            |                                      |
| 36              | 泉 三省       | 2004.8.30 2006.8.20   | 防大22期                | 護衛艦隊司令部幕僚長                                             | 海上幕僚監部総務部長                                |                                      |
| 37              | 池田徳宏      | 2006.8.21 2007.8.31   | 防大25期                | 海上幕僚監部指揮通信情報部 指揮通信課長 →2006.8.4 海上幕僚監部付 | 統合幕僚監部 指揮通信システム部長                   |                                      |
| 38              | 河村正雄      | 2007.9.1 2008.11.30   | 防大25期                | 海上幕僚監部人事教育部 補任課長                                  | 練習艦隊司令官                                      |                                      |
| 39              | 山下万喜      | 2008.12.1 2010.8.19   | 防大27期                | 海上幕僚監部人事教育部 補任課長                                  | 潜水艦隊司令部幕僚長                                |                                      |
| 40              | 糟井裕之      | 2010.8.20 2012.7.25   | 防大29期                | 海上幕僚監部人事教育部 補任課長                                  | 大湊地方総監部幕僚長                                |                                      |
| 41              | 酒井 良       | 2012.7.26 2014.8.4    | 防大31期                | 海上幕僚監部人事教育部教育課長                                   | 護衛艦隊司令部幕僚長                                |                                      |
| 42              | 齋藤 聡       | 2014.8.5 2016.6.30    | 防大33期                | 海上幕僚監部人事教育部補任課長                                   | 護衛艦隊司令部幕僚長                                |                                      |
| 43              | 伍賀祥裕      | 2016.7.1 2017.8.27    | 防大35期                | 海上幕僚監部防衛部防衛課長                                       | 護衛艦隊司令部幕僚長                                |                                      |
| 44              | 八木浩二      | 2017.8.28 2018.7.31   | 防大35期                | 海上幕僚監部防衛部運用支援課長                                   | 護衛艦隊司令部幕僚長                                |                                      |
| 45              | 江川 宏       | 2018.8.1 2020.3.17    | 防大34期                | 海上幕僚監部総務部副部長                                         | 統合幕僚監部防衛計画部副部長                        |                                      |
| 46              | 小牟田秀覚    | 2020.3.18 2021.12.21  | 放大・ 44期幹候         | 海上幕僚監部人事教育部人事計画課長                               | 練習艦隊司令官                                      |                                      |
| 47              | 西山高広      | 2021.12.22 2023.12.21 | 防大39期                | 統合幕僚監部防衛計画部防衛課長                                   | 練習艦隊司令官                                      |                                      |
| 48              | 沢田俊彦      | 2023.12.22            | 防大36期                | 護衛艦隊司令部訓練幕僚部 訓練主任幕僚                            |                                                     | 就任時1等海佐 2024.3.28 海将補昇任   |